# اکتشافات جغرافیایی اسرارآمیز جاسپر مورلو
«اکتشافات جغرافیایی اسرارآمیز جاسپر مورلو» (انگلیسی: The Mysterious Geographic Explorations of Jasper Morello) یک فیلم کوتاه استرالیایی است که در سال ۲۰۰۵ منتشر شد. از بازیگران آن می‌توان به جوئل اجرتون اشاره کرد.

## جوایز و افتخارات
- نامزد جایزه بهترین فیلم کوتاه- جشنواره اسکار
- برنده جایزه بهترین فیلم کوتاه- بنیاد فیلم استرالیا
- برنده جایزه بهترین فیلم انیمیشن- جشنواره Inside Film Awards

و جوایزی از جشنواره‌های جشنواره بین‌المللی فیلم‌های انیمه انسی، جشنواره فیلم کوتاه جهانی (کانادا)، جشنواره بین‌المللی کارتون و پویانمایی سئول، جشنواره فیلم کوتاه پالم اسپرینگ و...